# Leviatanul terestru
Leviatanul terestru (1974) (titlu original The Land Leviathan) este un roman science fiction de istorie alternativă scris de Michael Moorcock. Este parte a trilogiei Nomadul timpului (1982) care mai conține romanele Amiralul văzduhului (1971) și Țarul de oțel (1981). Trilogia prezintă aventurile căpitanului Oswald Bastable din armata britanică edwardiană într-un secol XX alternativ.

## Rezumat
Bastable vizitează un 1904 alternativ în care majoritatea lumilor occidentale au fost devastate la trecerea în noul secol de un război scurt și teribil, purtat cu aparate futuriste și arme biologice. În această lume alternativă, un Attila afro-american cucerește rămășițele națiunilor occidentale, ruinate de război. Singurele națiuni care rămân stabile, în afara Imperiului african Ashanti, este Federația izolaționistă Australo-Japoneză, care se opune imperiul, și prospera Republică Marxistă Bantustan. Bantustanul este echivalentul Africii de Sud din lumea noastră, fiind condus de președintele de origine indiană Mahatma Gandhi; țara nu a cunoscut apartheid-ul sau ostilitățile dintre englezi și buri, fiind o națiune bogată, pacifistă, fără tensiuni rasiale.